# Ressourcenmanagement
Ressourcenmanagement als Teil des Projektmanagements dient dazu, Projektbeteiligte (Ressourcen) zu identifizieren, zuzuweisen und möglichst effizient einzusetzen.

## Kommunales Ressourcenmanagement
In Abgrenzung zum Ressourcenmanagement im Projektportfoliomanagement und Projektmanagement ist das kommunale Ressourcenmanagement zu nennen. Eine nachhaltige Stadtentwicklung ist nur durch ein ganzheitliches kommunales Ressourcenmanagement gesichert. Die Endlichkeit fossiler Energieträger und steigende Material- und Beschaffungskosten zwingen Kommunen zum aktiven und proaktiven Handeln. Zu berücksichtigen sind dabei auch die Aspekte Wohnen, Gesundheitswirtschaft, Fachkräftegewinnung und soziale Sicherung. Am Beispiel der Stadt Delitzsch konnte 2014 erstmals für Deutschland eine umfassende wissenschaftliche Untersuchung zur Darstellung gebracht werden.
Formen der ökonomischen Auseinandersetzung mit Ressourcen werden auch unter dem Begriff Ressourcenwirtschaft verhandelt.

## Prozesse
Der PMBOK Guide des Project Management Institute sieht hierfür drei Hauptprozesse vor:
- Organisation im Projekt: Alle Personen und Rollen im Projekt werden identifiziert und im Rahmen von Stakeholderanalyse (vertrauliches Dokument) und Organigramm (öffentliches Dokument) festgehalten. Die Berichtswege werden mit den Beteiligten abgestimmt und festgehalten.

- Beschaffung von Personal: Die Personalbeschaffung ist organisationsabhängig. In manchen Organisationen hat der Projektmanager nur beschränkten Einfluss auf die Auswahl, was seine Handlungsmöglichkeiten einschränkt. Trotzdem ist es seine Aufgabe, die geeigneten Mitarbeiter für das Projekt zu akquirieren.

- Teamentwicklung: Teamentwicklung dient zur Verbesserung der Fähigkeiten des Einzelnen und der gesamten Gruppe. Es lohnt sich in aller Regel, dieses Thema auch projektübergreifend und langfristig zu sehen.

## Ressourcenmanagement in der Praxis
Ressourcenmanagement ist ein wesentlicher Bereich im Projektportfoliomanagement und im Projektmanagement und dient dazu, Personal und Sachressourcen optimal einzuplanen. 

### Herausforderungen von Ressourcenmanagement
Kapazitäts- und Ressourcenmanagement ist ein anspruchsvoller Teilbereich des Projekt- und Portfoliomanagements. Ressourcenmanagement ist aufgrund seiner drei Ebenen (strategisch, taktisch und operativ), der sozialen Elemente und der komplexen Anforderungen sehr anspruchsvoll für alle Stakeholder. Die Herausforderungen, die einem strukturierten und systematischen Ressourcenmanagement zuwiderlaufen, sind vielseitig:
- Fehlende Transparenz über vorhandene Rollen und Ressourcen
- Krankheiten, Kündigungen oder zwischenmenschliche Probleme erschweren die taktische Planung
- Führungskräfte treffen häufig Ad-hoc-Entscheidungen über Projekte und Mitarbeiterallokationen
- Schlüsselressourcen sind überbucht
- Laufende Projekte beanspruchen mehr Kapazität als vorgesehen
- Mitarbeiter sind auf mehreren Projekten mit Abhängigkeiten allokiert, was Multiprojektmanagement erfordert
- Mitarbeiter stehen nie mit 100 % ihrer Kapazität für geplante Aktivitäten zur Verfügung (Nettokapazität)

Für eine übersichtliche Darstellung werden oft Plantafeln und Kapazitätsübersichten verwendet. Diese sind in der Regel Teil von Projektmanagementsoftware oder Projektportfoliomanagementsoftware. Zur Darstellung der Auslastung von Ressourcen werden häufig Farbcodes oder ein Histogramm verwendet. Neben der Planung der Personalressourcen kann auch eine Planung von Sachressourcen wie Besprechungsräumen oder Gerätschaften sinnvoll sein.

### Vorteile von Ressourcenplanung und Ressourcenmanagement
- Freie Ressourcen lassen sich schnell identifizieren
- Hohe Transparenz darüber, welche Ressourcen wann eingesetzt werden
- Einfache Möglichkeit, Ressourcen umzuplanen und den Überblick zu behalten
- Mitarbeiter haben klar definierte Aufgaben und werden nicht überlastet

Wichtig ist natürlich, den Mitarbeitern mitzuteilen, welchen Projekten sie zugeordnet sind und welche Aufgaben sie zu erfüllen haben. Deswegen ist ein Ressourcenmanagement teilweise auch in Lösungen wie einem Issue-Tracking-System, einer Projektmanagementsoftware oder einem ERP-System enthalten.

### Dimensionen von Ressourcenmanagement
Ressourcenmanagement basiert auf drei Dimensionen:
1. Strategische Dimension: Die Umsetzung von Projekten mit Ressourcen folgt im Idealfall der Strategie eines Unternehmens. Das langfristige Ressourcenmanagement fragt nach den vorhandenen und notwendigen Ressourcen (Kapazität, Skills) für die Umsetzung der Strategie. Vorhandene Kapazitäten und Fähigkeiten und die Unternehmensstrategie werden aufeinander abgestimmt und es kann eine Planung der Ressourcenentwicklung stattfinden.
2. Taktische Dimension: Das mittelfristige Ressourcenmanagement beschäftigt sich mit der konkreten Allokation von Ressourcen auf Projekte. Damit das Staffing sinnvoll erfolgen kann, müssen Projekte priorisiert und mit Kapazitätsanforderungen versehen sein. Beim Staffing werden dann Kapazitätsanforderungen von einer Rolle auf eine Person heruntergebucht. Neben der Allokation ist auch die Akquisition von Ressourcen (Einstellung neuer Mitarbeiter, Outsourcing) eine Aufgabe dieser Planungsebene.
3. Operative Dimension: Die operative Dimension fragt, wie mit Veränderungen während eines laufenden Projekts umgegangen werden kann und wie Aufgaben effizient bewältigt werden können.